# Nemeckij nacional'nyj rajon (Territorio dell'Altaj)
Il Nemeckij nacional'nyj rajon (in russo Немецкий национальный район?) è un rajon del kraj dell'Altaj, nella Russia asiatica.